# Brest (Tchoutcher)
Pour les articles homonymes, voir Brest (homonymie).
Brest (en macédonien Брест, en albanais Breza) est un village situé à Tchoutcher Sandevo, au nord de la Macédoine du Nord. Le village comptait 569 habitants en 2002. Il se trouve dans le massif de la Skopska Crna Gora, à 1 185 mètres d'altitude. Il est majoritairement albanais.

## Démographie
Lors du recensement de 2002, le village comptait :
- Albanais : 564
- Roms : 1
- Autres : 4